# جایزه بزرگ بحرین ۲۰۲۳
جایزه بزرگ بحرین ۲۰۲۳ (به طور رسمی با عنوان جایزه بزرگ فرمول ۱ خلیج ایر بحرین ۲۰۲۳ شناخته می شود) یک مسابقه اتومبیلرانی از سری مسابقات فرمول یک بود که در ۵ مارس ۲۰۲۳ در پیست بین‌المللی بحرین در صخیر، بحرین برگزار شد. این مسابقه افتتاحیه مسابقات فرمول یک فصل ۲۰۲۳ بود.